# Knežak (otok)
Koordinati:   44°02′30″N, 15°08′01″E
Knežak je majhen nenaseljen otoček v srednji Dalmaciji (Hrvaška).
Otoček leži severovzhodno od zaselka Makovac na otoku Iž, od katerega je oddaljen okoli 0,5 km. Njegova površina meri 0,358 km². Dolžina obalnega pasu je 2,36 km. Najvišji vrh je visok 63 mnm.